# یواس‌اس ودربرن (دی‌دی-۶۸۴)
یواس‌اس ودربرن (دی‌دی-۶۸۴) (به انگلیسی: USS Wedderburn (DD-684)) یک کشتی بود که طول آن ۳۷۶٫۴ فوت (۱۱۴٫۷ متر) بود. این کشتی در سال ۱۹۴۳ ساخته شد.